# Jean Baptiste Kléber
Jean Baptiste Kléber (Estrasburgo 9 de marzo de 1753-El Cairo 14 de junio de 1800) fue un general francés.

## Vida personal
Kléber nació en Estrasburgo, donde su padre trabajaba como constructor. Hizo prácticas de arquitectura, parte de ellas en París, pero su oportuna asistencia a dos nobles alemanes en una reyerta de taberna hizo que le procuraran una plaza en la escuela militar de Múnich. Obtuvo un puesto de oficial menor en el ejército austriaco, pero renunció a este en 1783, ya que su origen plebeyo le impedía hacer carrera en Austria.
Kléber no contrajo matrimonio ni tuvo descendencia reconocida. No existen pruebas documentadas de relaciones sentimentales estables. Algunos historiadores han sugerido posibles vínculos afectivos discretos durante su estancia en Egipto, aunque sin evidencia concluyente. Su vida privada fue reservada y estuvo marcada por la austeridad y la dedicación al servicio militar.

## Guerras Revolucionarias
Al volver a Francia recibió el puesto de Inspector de edificios públicos en Belfort, donde hizo estudios sobre fortificaciones y ciencia militar. En 1792 se alistó en los voluntarios de Haut-Rhin. Debido a sus conocimientos militares fue nombrado comandante y poco después teniente coronel.
En la defensa de Maguncia (julio de 1793), tuvo una distinguida actuación, aunque cayó en desgracia, junto con el resto de la guarnición, y fue encarcelado. Fue restablecido muy pronto en su puesto y nombrado General de Brigada en agosto de 1793. Obtuvo una considerable distinción en la Rebelión de la Vendée, y dos meses más tarde fue ascendido a General de División. Mientras esto ocurría, entabló una íntima amistad con François Séverin Marceau-Desgraviers, con quien luego derrotaría a los realistas en Le Mans y Savenay. Cuando expresó abiertamente su opinión de que los habitantes de la Vendée merecían un trato clemente, las autoridades le apartaron, aunque volvieron a restaurarlo en sus cargos en abril de 1794, y se le envió al ejército de Sambre-y-Meuse.

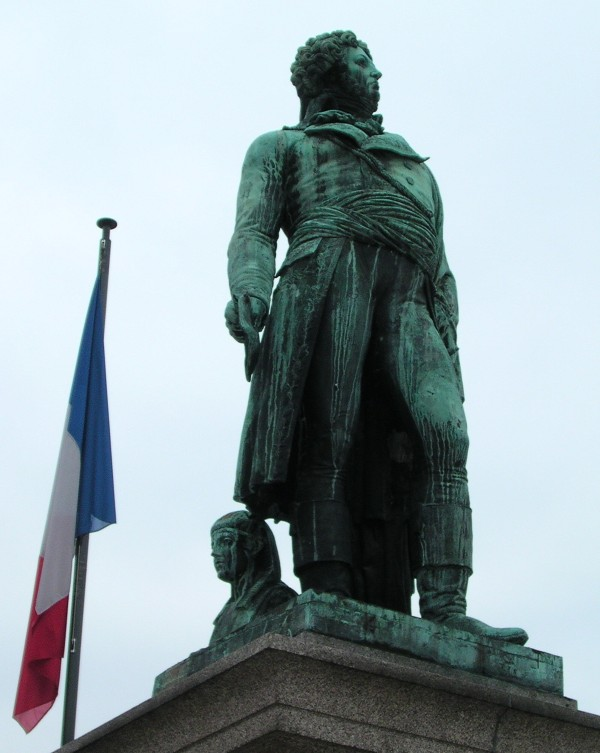
Estatua de Kléber en Estrasburgo.

Mostró su capacidad y bravura en las numerosas acciones en Charleroi, y especialmente en la decisiva victoria de la Batalla de Fleurus (26 de junio de 1794), tras la cual, en el invierno de 1794-1795, sitió Maguncia. En 1795 y también en 1796 ostentó el cargo de comandante en jefe del ejército de forma temporal, pero declinó el destino permanente de comandante en jefe. El 13 de octubre de 1795 luchó en una brillante acción de retaguardia en el puente de Neuwied, y en la campaña ofensiva de 1796 sirvió como el más activo y exitoso lugarteniente de Jean-Baptiste Jourdan. Habiendo declinado la comandancia en jefe tras la retirada del Rin, se retiró a la vida privada a principios de 1798.

## La expedición a Egipto
Aceptó una división en la expedición a Egipto bajo el mando de Napoleón, pero fue herido en la cabeza en Alejandría en los primeros combates, lo cual le impidió participar en el resto de la campaña, siendo nombrado gobernador de Alejandría. En la campaña de Siria de 1799, sin embargo, mandó a la vanguardia, tomó El-Arish, Gaza y Jaffa, y obtuvo la gran victoria de la Batalla del Monte Tabor, el 16 de abril de 1799.
Cuando Napoleón partió de Egipto clandestinamente el 23 de agosto a Francia en 1799, dejó a Kléber como comandante de las fuerzas francesas en Oriente. Kléber no estaba al tanto del regreso clandestino de Napoleón, lo que le enfureció mucho al enterarse. Al ser nombrado el 10 de noviembre catedrático del Instituto de Egipto, puso en marcha dos iniciativas importantes. La primera fue reunir todos los trabajos de los sabios y artistas que acompañaban al ejército francés en Egipto, con el objeto de crear una publicación colectiva, la cual se convertirá en la Description de l'Égypte. La segunda fue la creación de una comisión de estudio sobre el Egipto moderno. Viendo que no había esperanzas de hacer regresar al ejército a Francia o de consolidar sus conquistas, negoció el convenio de El-Arish, el 24 de enero de 1800 con el almirante Smith, obteniendo el derecho de una evacuación honorable para el ejército francés. Cuando el almirante George Keith Elphinstone, vizconde de Keith, rehusó ratificar los términos del acuerdo, Kléber atacó a los turcos en Heliópolis, a pesar de que únicamente tenía 10 000 hombres contra los 60.000 soldados turcos, y los derrotó el 20 de marzo de 1800. Volvió a El Cairo, que se había rebelado contra los franceses. En el momento de las negociaciones con los otomanos e ingleses, Kléber ignoraba que Bonaparte había tomado el poder en París y había sido nombrado Primer cónsul.

## Asesinato en El Cairo
Poco después de estas victorias, un estudiante sirio, Suleiman al-Halabi, fanático religioso, asesinó a Kléber en los jardines de su residencia en El Cairo el 14 de junio de 1800, el mismo día en el que su viejo amigo y camarada Desaix caía muerto en la Batalla de Marengo. Las ceremonias fúnebres fueron organizadas por Nicolas-Jacques Conté y el ingeniero en jefe Jacques-Marie Le Pére, y tuvieron lugar el 17 de junio delante del Instituto de Egipto. El secretario perpetuo del Instituto, Jean-Baptiste Joseph Fourier, amigo y colaborador del General Kléber, pronunció el elogio fúnebre. Poco tiempo después los franceses capitularon y Kléber fue exhumado de su tumba en El Cairo para repatriar su ataúd junto con 13.500 soldados y egipcios que habían colaborado en la expedición. El asesino fue torturado y juzgado por un tribunal islámico que lo condenó a empalamiento. El cirujano en jefe del ejército de Oriente, Dominique-Jean Larrey, conservó el cadáver del asesino del general, que se transportó a Francia con fines científicos.
Kléber fue indudablemente uno de los más grandes generales de la época revolucionaria francesa. Aunque menospreciaba sus propias energías y declinó la responsabilidad del mando supremo, su carrera mostró que sí estaba capacitado para ejercer mayores responsabilidades militares. Como segundo en el mando, ningún general de su época le sobresalió. No obstante, su forma de conducir los asuntos en Egipto, cuando se enfrentaba a los británicos, casi sin dinero en el tesoro público, y con unas tropas descontentas por la falta de paga, muestra que su capacidad como administrador fue mucho menor que su capacidad militar.
Alfred-Auguste Ernouf, el nieto del jefe del estado mayor de Jourdan, publicó en 1867 una valiosa biografía de Kléber.